# Maurizio Mariani
Maurizio Mariani (Rome, 25 februari 1982) is een Italiaans voetbalscheidsrechter. Hij werd vanaf 2019 opgenomen door FIFA en UEFA en fluit sindsdien internationale wedstrijden.
Op 1 augustus 2019 maakte Mariani zijn debuut in Europees verband tijdens een wedstrijd tussen Maccabi Haifa en RC Strasbourg in de voorrondes van de UEFA Europa League. De wedstrijd eindigde op 2–1.
Zijn eerste interland floot hij op 6 september 2020 toen Hongarije met 2–3 verloor tegen Rusland.

## Interlands
| Datum            | Plaats               | Wedstrijd           | Uitslag | Competitie             | Kreeg geel | Kreeg voor de tweede keer geel en dus rood | Weggestuurd |
| ---------------- | -------------------- | ------------------- | ------- | ---------------------- | ---------- | ------------------------------------------ | ----------- |
| 6 september 2020 | Boedapest, Hongarije | Hongarije – Rusland | 2 – 3   | Nations League 2020/21 | 2          | 0                                          | 0           |

Laatste aanpassing op 15 oktober 2020